# L'Atelier du roman
L'Atelier du roman est une revue littéraire française fondée à Paris en 1993 par l'écrivain et critique littéraire Lakis Proguidis.

## Présentation
Revue trimestrielle, L'Atelier du roman est un lieu de réflexion et de critique sur le roman, réflexion centrée sur une conception classique et moderne, c'est-à-dire anti-idéologique ou anti-conceptuelle du roman, axant sa préoccupation sur le concret et le réel.
Elle a publié des essais d'écrivains tels Milan Kundera, Martin Amis, Benoît Duteurtre, Philippe Muray, Fernando Arrabal, Michel Houellebecq, etc.
La revue est illustrée par Jean-Jacques Sempé.

## Publication
L’Atelier du roman a d'abord été publié par Arléa (du no 1 au no 4) puis par Les Belles Lettres (du no 5 au no 16) et La Table Ronde (du no 17 au no 32) avant d'être édité, à partir du no 33, par Flammarion.
À partir de mars 2005 (no 41), la revue est publiée conjointement par Flammarion et Boréal, coédition qui cesse en mars 2009 avec le 57e numéro. Flammarion reprend alors seule la publication jusqu'au no 88 (décembre 2016) où elle est reprise par les éditions Pierre-Guillaume de Roux pendant un an et demi. Depuis la publication du numéro 93 en juin 2018, L'Atelier du roman est accueilli par les éditions Buchet/Chastel.

## Titres des numéros
1. Hermann Broch (1993)
2. Witold Gombrowicz (1994)
3. France, le roman au présent (1994)
4. Ernesto Sabato (1995)
5. François Rabelais (1995)
6. La critique a-t-elle besoin des romanciers ? (I) (1996)
7. Pourquoi le Goncourt à Makine ? Le Hussard sur le toit est un roman (1996)
8. Danilo Kiš, romancier européen (1996)
9. Qu'est-ce que la graphomanie ? (1996)
10. Zola, le Pape et l'avenir (1997)
11. Le Romancier au temps de l'histoire (1997)
12. Les Liaisons dangereuses à l'ère du téléphone portable (1997)
13. Le Roman via le Portugal (1998)
14. Marcel Aymé - Messieurs, le rire est-il permis ? (1998)
15. Sur On ferme, de Philippe Muray (1998)
16. René Girard : Mensonge romantique et vérité romanesque (1998)
17. Islande ou l'île du gène romantique (1999)
18. Les Particules élémentaires de Michel Houellebecq (1999)
19. Robert Walser, le grand maître de la simplicité (1999)
20. Anatole France, je ris donc je doute (1999)
21. Italo Svevo, le chemin de la modernité est toujours ouvert (2000)
22. Roman : un art, plusieurs noms (2000)
23. Pastorale américaine de Philip Roth (2000)
24. Anielka, de François Taillandier (2000)
25. Dezső Kosztolányi, une étrange modernité (2001)
26. Entre Histoire et Géographie - Le roman face à la mondialisation (2001)
27. La critique a-t-elle besoin des romanciers ? (II) (2001)
28. En relisant A. O. Barnabooth de Valery Larbaud (2001)
29. La Génération lyrique de François Ricard (2002)
30. Papadiamantis sous d'autres cieux (2002)
31. Le Voyage en France de Benoît Duteurtre (2002)
32. Bellow nous regarde (2002)
33. Roa Bastos, messager de l'humain et médiateur de la sagesse (2003)
34. Personnage romanesque et personnage de théâtre (2003)
35. Rosie Carpe de Marie NDiaye (2003)
36. L'Irlande du roman (2003)
37. Jean Giono : romancier par temps difficile (2004)
38. L'improbabilité des revues littéraires (2004)
39. Robert Musil, L'homme sans qualités : d'une cacanie l'autre (2004)
40. Jacques Audiberti, l'éternelle modernité de la Méditerranée (2004)
41. Curzio Malaparte, par temps de guerre (2005)
42. Industrie culturelle ou création ? (2005)
43. Michel Déon, l'Europe romanesque (2005)
44. Comme un bruit d'abeilles, de Mohammed Dib (2005)
45. L'Europe du rire (2006)
46. La critique a-t-elle besoin des romanciers ? (III) (2006)
47. Passeront-ils les frontières ? Jacques Ferron (2006)
48. L'Amérique latino-romanesque (2006)
49. Philippe Muray, après la fête (2007)
50. Roman, essai : affinités électives (2007)
51. Kenzaburō Ōe, la modernité à l'aune de la tradition (2007)
52. Mikhaïl Boulgakov, le maître et le temps (2007)
53. Francophonie littéraire : de l'expérience personnelle au dialogue (2008)
54. Le Rabelais des escholiers québécois (2008)
55. Le Dieu bien tempéré de Chesterton (2008)
56. Pierre Jean Jouve : voyage au bout de la psyché (2008)
57. Du beau dans la poésie et dans le roman (2009)
58. Henry de Montherlant, dernière les masques l’écrivain (2009)
59. Tworki, de Marek Bienczyk, écrire après le désastre (2009)
60. Albert Cohen, le seigneur du roman (2009)
61. Philosophie et roman : le rendez-vous manqué (2010)
62. Gabrielle Roy, le grand petit contexte (2010)
63. Parlons du Français (2010)
64. Les Roumains et le roman (2010)
65. Le Dicôlon, de Yánnis Kiourtsákis (2011)
66. Y a-t-il un monde en dehors de l'image ? (2011)
67. Jacques Laurent ou le roman en liberté (2011)
68. De l'Afrique au roman et vice versa (2011)
69. La dernière tentation, de Níkos Kazantzákis (2012)
70. Boris Vian, l'enchanteur (2012)
71. La Grand intrigue, de François Taillandier (2012)
72. Ivo Andric pour ne pas oublier les Balkans (2012)
73. La Guerre du temps et de l'actualité (2013)
74. Ou Arrabal ou les Agélastes (2013)
75. Romain Gary, pour la liberté, pour l'amitié, pour Sganarelle (2013)
76. Benoît Duteurtre romancier (2013)
77. Reality show version romanesque. Un écrivain, un vrai, de Pia Petersen (2014)
78. Halldór Laxness. Le romancier d'une île et de deux mondes (2014)
79. Un outsider nommé Perec (2014)
80. Anna Maria Ortese. Place aux sudistes (2014)
81. Liberté - Mot de passe : Thélème ! (2015)
82. Döblin notre contemporain (2015)
83. La critique a-t-elle besoin des romanciers ? (IV) (2015)
84. De L'Amérique de Kafka à La Fête de l'insignifiance de Kundera (2015)
85. Liberté - Quelles règles pour quel jeu ? (2016)
86. Dickens : quand les romanciers méritaient le peuple (2016)
87. Morgan Sportès : du fait divers à l'histoire et vice versa (2016)
88. Leonardo Sciascia - Le romancier aux temps de corruption (2016)
89. Liberté -Quel intérêt ? (2017)
90. Jules Verne - Quand l'homme ne craignait pas la science (2017)
91. Yasmina Reza - Au bout de la nuit l'amitié (2017)
92. Le Miracle mexicain (2017)
93. Une liberté impertinente (2018)
94. Le Triomphe de Thomas Zins de Matthieu Jung (2018)
95. Simon Leys ou le plaisir de la critique (2018)
96. L'identité contre la liberté (2019)
97. À quoi le roman nous relie-t-il ? (2019)
98. Chaka, de Thomas Mofolo - D'un cœur des ténèbres l'autre (2019)
99. Colette - Les mille facettes de la séduction (2019)
100. Milan Kundera - Le printemps du roman (2020)
101. Le corps est-il le noyau ou la frontière de notre liberté ? (juin 2020)
102. Karel Čapek – Le roman du progrès (septembre 2020)
103. Flannery O'Connor – Le réalisme des lointains (décembre 2020)
104. Désir d'ailleurs : désir de liberté ? (mars 2021)
105. Philip_K._Dick – La science comme fiction - l'humain comme réalité ? (juin 2021)
106. Danilo_Kiš – La voix de l'art (septembre 2021)
107. John_Cowper_Powys – Au commencement fut la sensation (décembre 2021)
108. Le visage de la liberté (mars 2022)
109. Roberto_Bolaño – Créer malgré tout (juin 2022)
110. Déshumanité, de Julien Syrac – La recherche du réel perdu (septembre 2022)
111. Adalbert_Stifter – Avant que la nature disparaisse (décembre 2022)
112. François_Ricard – La littérature comme amitié (mars 2023)
113. Lire et relire Rabelais I (juin 2023)
114. Sempé pour toujours (septembre 2023)
115. Leo_Perutz – Sous le signe du merveilleux (décembre 2023)
116. Lire et relire Rabelais II (mars 2024)
117. Georges_Simenon – Le peuple du roman (juin 2024)
118. Du langage dit inclusif (septembre 2024)
119. Fellini et les écrivains (décembre 2024)
120. Lire et relire Rabelais III (janvier 2025)
121. Pourquoi sommes-nous sans nouvelles (mars 2025)

## Auteurs
Parmi les nombreux auteurs qui y publient (par lettre alphabétique) :
- Gabriela Adamesteanu
- Fernando Arrabal
- Juan Asensio
- Patrick Avrane
- Franck Bellucci
- Marek Bieńczyk
- Belinda Cannone
- Maxence Caron
- Emmanuel Carrère
- Daniel Castillo Durante
- David Collin
- Béatrice Commengé
- Michel Crépu
- Franck Damour
- Quentin Debray
- Guillaume Decourt
- Michel Déon
- Philippe Di Folco
- Benoît Duteurtre
- Michel Erman
- Péter Esterházy
- Christophe Ferré
- Alain Finkielkraut
- Francesco Forlani
- Thierry Gillybœuf
- Günter Grass
- Yannick Haenel
- Louis Hamelin
- Stéphane Héaume
- Alban Nikolai Herbst
- Noël Herpe
- Michel Hoëllard
- Benjamin Hoffmann
- Michel Host
- Michel Houellebecq
- Patrice Jean
- Nuno Júdice
- Milan Kundera
- Yannis Kiourtsakis
- Christian Laborde
- David Lapoujade
- Simon Leys
- Claudio Magris
- Gilles Marcotte
- Richard Millet
- Boniface Mongo-Mboussa
- Michel Mourlet
- Philippe Muray
- Éric Naulleau
- Guadalupe Nettel
- Dominique Noguez
- Éric Pessan
- Jean-Claude Pirotte
- Lakis Proguidis
- Philippe Raymond-Thimonga
- Olivier Rey
- François Ricard
- Sylvie Richterová
- Massimo Rizzante
- Jean Rolin
- Philip Roth
- Ernesto Sabato
- Gemma Salem
- Lydie Salvayre
- Steven Sampson
- José Saramago
- Jean-Jacques Sempé
- François Taillandier
- Alexandre Tarrieu
- Patrick Tudoret